# Jason Butler Harner
Jason Thomas Butler Harner (9 de octubre de 1970) es un actor estadounidense.
Harner nació en Elmira, Nueva York, y creció en las afueras del norte de Virginia, donde tuvo la oportunidad de ver algunas obras en el teatro Arena Stage de Washington D. C. Su segundo nombre, Butler, es el apellido de soltera de su madre. Se graduó en la secundaria T.C. Williams de Alexandria, Virginia en 1988. Harner declaró: "Estoy muy agradecido por las experiencias que tuve en el departamento de teatro de T.C. Williams. Diseñar y armar escenarios, solucionar problemas con compañeros y extender mi imaginación me afectó de maneras cruciales para mi desarrollo y carrera. Sin la calidad de la educación y las oportunidades del teatro disponibles en T.C. Williams... ¿quien sería yo?". Aunque Harner fue el presidente del club de actuación de la secundaria, pasó su tiempo armando escenarios en vez de actuando ya que muchos de sus familiares eran carpinteros o fontaneros.

## Filmografía
- Non-Stop, sin escalas (2014) - Kyle Rice
- Alcatraz (2012) - "E.B." Tiller
- The Green (2011) - Michael
- Kill the Irishman (2011) - Art Sneperger
- The Extra Man (2010) - Otto Bellman
- The Taking of Pelham 1 2 3 (2009) - Mr. Thomas
- Possible Side Effects (2009) (telefilme) - Simon Hunt
- Changeling (2008) - Gordon Northcott
- New Orleans, Mon Amour (2008)
- Next (2007) - Jeff Baines
- El buen pastor (2006) - Teletype Communications Officer
- Nylon (2004) - Stephan
- Garmento (2002) - Jasper Judson
- The 3 Little Wolfs (2001) - Elliot Wolf
- Trifling with Fate (2000) - Artist Who Doesn't Know His Muse